# Карвендель
Карвендель (нем. Karwendel) — самый крупный хребет Северных Известняковых Альп. Простирается от реки Изар на севере и круто обрывается к реке Инн на юге. С востока этот район ограничен озером Ахензе, с запада — верхним течением Изара. Высшей точкой горной системы является Бирккаршпитце (2749 м.)
В старину на южных отрогах добывалось серебро и соль, центром добычи которой был город Халль-ин-Тироль. Выше по течению Инна расположен город Иннсбрук, четвёртый по величине город Австрийской республики.
От Иннсбрука европейский автобан E45 поворачивает на юг к перевалу Бреннер.